# Etyka poselska
Ten artykuł należy dopracować:

przedstawiono sytuację tylko z polskiej perspektywy – artykuł powinien być przekrojowy.
Pomóż go poprawić. 
Etyka poselska – etyka, którą wyróżnia to, że jej zasady (czyli ogólny zbiór norm i zachowań) są odgórnie ustalone. Etyka poselska w świetle ustawy obowiązuje jedynie posłów na Sejm. 
Dokładną definicję etyki poselskiej podaje uchwała Sejmu Rzeczypospolitej Polskiej
z dnia 17 lipca 1998 r:

Art. 1.
Poseł na Sejm, na mocy ślubowania składanego zgodnie z art. 104 Konstytucji, kieruje się w swojej służbie publicznej obowiązującym porządkiem prawnym, ogólnie przyjętymi zasadami etycznymi oraz solidarną troską o dobro wspólne. 

Art. 2.
Poseł powinien zachowywać się w sposób odpowiadający godności posła, kierując się w szczególności zasadami: 
- bezinteresowności,
- jawności,
- rzetelności,
- dbałości o dobre imię Sejmu,
- odpowiedzialności.

Art. 3.
Poseł powinien kierować się interesem publicznym. Nie powinien wykorzystywać swojej funkcji w celu uzyskania korzyści dla siebie i osób bliskich oraz przyjmować korzyści, które mogłyby mieć wpływ na jego działalność jako posła. (Zasada bezinteresowności). 
Art. 4.
Poseł, przy podejmowaniu decyzji, powinien w możliwie najszerszym zakresie postępować w sposób dostępny dla opinii publicznej. Powinien ujawniać związek interesu osobistego z decyzją w podjęciu której uczestniczy. (Zasada jawności). 
Art. 5.
Poseł powinien należycie wypełniać swoje obowiązki. 
W sprawach tego wymagających powinien kierować się względami merytorycznymi. (Zasada rzetelności). 
Art. 6.
Poseł powinien unikać zachowań, które mogą godzić w dobre imię Sejmu. Powinien szanować godność innych osób. (Zasada dbałości o dobre imię Sejmu). 
Art. 7.
Poseł odpowiada za swoje decyzje i działania. Powinien poddać się obowiązującym go procedurom wyjaśniającym i kontrolnym. (Zasada odpowiedzialności).'
Art. 8.
Poseł za naruszenie Zasad Etyki Poselskiej ponosi odpowiedzialność określoną przepisami Regulaminu Sejmu.

## Przykłady łamania etyki poselskiej
Najczęstszym przykładem łamania etyki poselskiej jest godzenie w dobre imię Sejmu.
Sprawy o złamanie ustawy o etyce poselskiej bada Komisja Etyki Poselskiej.
Jedną z najgłośniejszych spraw badanych przez Komisję była wypowiedź byłego Ministra Obrony Narodowej dla stacji TVN. 
W tej, jak i każdej tego typu sprawie, Komisja Etyki Poselskiej wydała stosowną uchwałę, w której stwierdza, że minister złamał art. 6 ustawy o etyce poselskiej zwracając jednocześnie uwagę na takie zachowanie.